# Россохи (Шенкурский район)
Россохи — посёлок в Шенкурском районе Архангельской области. Входит в состав муниципального образования «Федорогорское».

## География
Деревня расположена в южной части Архангельской области, в таёжной зоне, в пределах северной части Русской равнины, в 41 километрах на юго-восток от города Шенкурска, на правом берегу реки Шеньга, при впадении притока Зимняя.
Часовой пояс
Россохи, как и вся Архангельская область, находится в часовой зоне МСК (московское время). Смещение применяемого времени относительно UTC составляет +3:00.

## Население
| 2002 | 2010 | 2012 |
| ---- | ---- | ---- |
| 312  | ↘159 | ↗179 |

## История
Поселение возникло в 1940-х годах как спецпосёлок, куда направлялись спецпереселенцы, депортированные с польских территорий в феврале 1940. Переселенцы сами строили себе бараки вдоль реки. Несмотря на то, что в посёлке располагался медпункт с фельдшером, смертность в посёлке была большой: из 680 человек, проживающих там на 1 января 1941 года, за 1940-1942 годы умерло, как минимум, 103 человека. Кладбище расположено близ посёлка в сосновом бору, на склоне холма. С июня 2009 года местными жителями проводятся меры по сохранению кладбища: установлен памятный крест, установлены  памятные плиты, кладбище обнесено металлической сеткой.